# Jølster
Jølster is een voormalige gemeente van de eveneens voormalige Noorse provincie Sogn og Fjordane. De naam Jølster komt van het Oudnoordse „jolmster“, dat "geruis van de rivier Jølstra" betekent.
Jølster grensde in het noorden aan Gloppen en Stryn, in het oosten aan Luster en Sogndal, in het zuiden en westen aan de toenmalige gemeente Førde en in het noordwesten aan de eveneens inmiddels opgeheven gemeente Naustdal. Tot de gemeenten behoorden twee dorpen Vassenden en Skei.
De gemeente telde 3049 inwoners in januari 2017. Op 1 januari fuseerde Jølster met Førde, Gaular en Naustdal tot de gemeente Sunnfjord, die werd opgenomen in de op dezelfde dag gevormde provincie Vestland.

## Bekende personen uit Jølster
- Audun Hugleiksson, baron, stalmeester en koninklijke schatbewaarder onder koning Erik II
- Nikolai Astrup, kunstschilder

Årdal · Askvoll · Aurland · Balestrand · Bremanger · Eid · Fjaler · Flora · Førde · Gaular · Gloppen · Gulen · Hornindal · Høyanger · Hyllestad · Jølster · Lærdal · Leikanger · Luster · Naustdal · Selje · Sogndal · Solund · Stryn · Vågsøy · Vik

Gemeenten in de provincie bij de opheffing op 1 januari 2020